# Achyrocalyx gossypinus
Achyrocalyx gossypinus är en akantusväxtart som beskrevs av Raymond Benoist. Achyrocalyx gossypinus ingår i släktet Achyrocalyx och familjen akantusväxter. Inga underarter finns listade i Catalogue of Life.